# برونو بيغر
برونو بيغر (بالألمانية: Bruno Beger)‏ (27 أبريل 1911 - 12 أكتوبر 2009) كان عالم أنثروبولوجيا عنصري وعالم إثنولوجيا ومستكشف عمل في هننرب. وفي هذا الدور، شارك في رحلة إرنست شيفر عام 1938 إلى التبت، وساعد مكتب الأعراق والتجمعات الحضرية التابعة لشوتزشتافل في التعرف على اليهود، وساعد فيما بعد في اختيار موضوعات بشرية ليتم قتلها لإنشاء مجموعة دراسة تشريحية من الهياكل العظمية اليهودية. 

## حياته

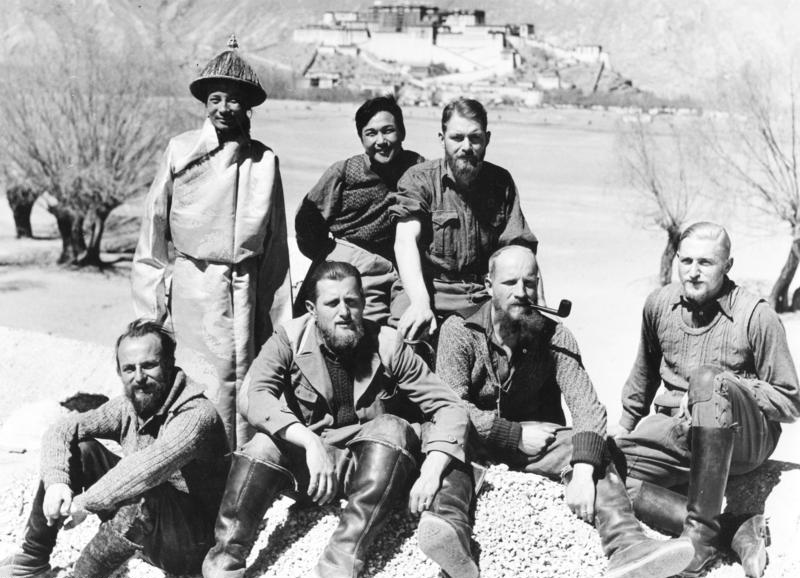
ابدأ (من اليمين) مع بعثة التبت ومترجميها السيكيميين، قيصر بهادور ثابا ورابدين خازي في عام 1938.

وُلد بيغر في عام 1911 لعائلة هايدلبرغ القديمة التي سرعان ما دخلت في أوقات عصيبة عندما قُتل والد بيغر في الحرب العالمية الأولى، ولكن دفع له صديق العائلة مقابل حضور جامعة يينا حيث تعرض لأول مرة لهانس ف. غونتر خلال محاضرة، رجل شجعه خلال مسيرته الأكاديمية المبكرة في الأنثروبولوجيا والإثنولوجيا.

## بعد الحرب
في فبراير 1948، تم تصنيف بيجر على أنه «برئ» من قبل محكمة اجتثاث النازية غير المدركة لدوره في مجموعة الهياكل العظمية.
في عام 1960، بدأ التحقيق في المجموعة في لودفيغسبورغ، وتم احتجاز بيغر في 30 مارس 1960. تم إطلاق سراحه بعد أربعة أشهر.
استمر التحقيق حتى تقديمه للمحاكمة في 27 أكتوبر 1970. ادعى بيغر أنه لم يكن على علم بسجناء أوشفيتز. في حين تم إطلاق سراح اثنين آخرين من المتهمين في المحاكمة، أدين بيغر في 6 أبريل 1971، وحُكم عليه بالسجن لمدة ثلاث سنوات بتهمة التواطؤ في قتل 86 يهوديًا. عند الاستئناف تم تخفيض الحكم إلى ثلاث سنوات تحت المراقبة. ولم يتم إدانة أي من زملائه الذين حوكم معهم، هانز فليشهاكر وولف ديتريش وولف. 
وفقا لعائلته، توفي بيغر في كونيغستين إم تاونوس في 12 أكتوبر 2009.  

## نشر العمل
- Meine Begenungen mit dem Ozean des Wissens ، Kurt und Dieter Schwartz، Königstein، 1986، 11 pages. Broschüre zum 75. Geburtstag von Bruno Beger in einer Auflage von 250 Stück. OCLC 611195622.
- Mit der deutschen Tibetexpedition Ernst Schäfer 1938/39 nach Lhasa ، Schwartz، Wiesbaden، 1998، 280 pages. ملاحظات: يتضمن نص: Geheimnis Tibet: erster Bericht der Deutschen Tibet-Expedition Ernst Schäfer. ميونيخ: فيرلاغ ف. بروكمان، 1943. يحتوي على مقالة كتبها برونو بيجر الذي كان جزءًا من الحملة. خرائط على أوراق التبطين. الوصف: xxxi ، 249 ص. : سوف. (بعض العقيد) ، العقيد. خرائط؛ 26   سم. ISBN   9783935102353 ؛ 3935102356. أرقام OCLC: 660670280 ؛ 163817098.
- تشوينك، يورغن، وجورج غراف. 2004. Die Expeditionen der Nazis Abenteuer und Rassenwahn. جيشر: PolarFilm. ملاحظات: Filmbericht ، دويتشلاند 2004. - إضافات: 2 Bonusfilme: بورما الطريق (41 دقيقة. ) ، الصين: 1932 - 1935 (15 دقيقة. ). الأداء (ق): Mit: إرنست شيفر، برونو بيغر. الوصف: 1 DVD-Video (Ländercode 0، 50 + 56 Min.): s / w، Dolby stereo. 12   سم. المسؤولية: ein Film von Jürgen Czwienk und Georg Graffe. (ردمك 3937163476) ISBN   3937163476 ؛ 9783937163475. رقم OCLC: 314606494.
- بيغر، برونو. 1964. الحرب في التبت: Erlebtes im Himalaya und in Tibet. فرانكفورت: أكاديمية فور داس جرافيشي جويربي. Herstellung: Semesterarbeit von Friedrich Beger. OCLC 611114953.
- بيغر، برونو. 1941. Die Bevölkerung der altmärkischen Wische: eine rassenkundliche Untersuchung. @ برلين، الجامعة، الرياضيات. -Naturwiss. فاك، ديس، 1941. OCLC 252078607.